# Arabella Field
Arabella Field (New York, 5 febbraio 1970) è un'attrice e produttrice cinematografica statunitense.

## Filmografia

### Attrice
- Laws of Gravity - Leggi di gravità, regia di Nick Gomez (1992)
- Sotto inchiesta (Under Suspicion) - serie TV (1994-1995)
- The Pompatus of Love, regia di Richard Schenkman (1996)
- Dante's Peak - La furia della montagna (Dante's Peak), regia di Roger Donaldson (1997)
- Godzilla, regia di Roland Emmerich (1998)
- Freak Talks About Sex, regia di Paul Todisco (1999)
- Bug, regia di Phil Hay e Matt Manfredi (2002)
- Il mistero dei templari, regia di Jon Turteltaub (2004)
- Law & Order - I due volti della giustizia (Law & Order), serie TV, 1 episodio (2005)
- Numb3rs - serie TV, 1 episodio (2005)
- I Soprano (The Sopranos) - serie TV, 1 episodio (2006)
- Dr. House - Medical Division (House, M.D.) - serie TV, 1 episodio (2007)
- Paper Man (2009)
- Sex and the Austen Girl - serie TV, 8 episodi (2010)
- American Horror Story - serie TV, 1 episodio (2013)
- The Town That Dreaded Sundown, regia di Alfonso Gomez-Rejon (2014)

### Produttrice
- Tell Me Do You Miss Me di Matthew Buzzell (2006) (co produttore)
- Sunny & Share Love You di Matthew Buzzell (2007)